# オウィディウス

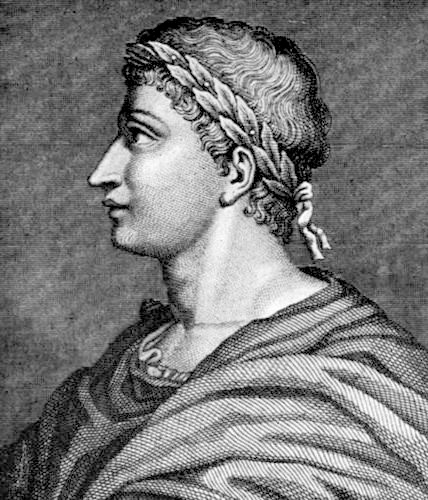
ラテン詩人オウィディウス

プーブリウス・オウィディウス・ナーソー（ラテン語: Publius Ovidius Naso、ラテン語発音: [ˈpʊː.blɪ.ʊs ɔˈwɪ.dɪ.ʊs ˈnaː.soː]、紀元前43年3月20日 - 紀元後17年 または18年）は、帝政ローマ時代最初期の詩人の一人。共和政末期に生まれ、アウグストゥス帝治下で平和を享受し繁栄するローマにて詩作を行った。エレギーア形式で詠まれた『愛の歌』や『恋の技法』などの恋愛詩集や、叙事詩の形式で詠まれた『変身物語』などがよく知られている。『変身物語』は15巻12000行あまりの大作で、韻律としてヘクサメトロスを用い、神話伝説上の数々の変身譚を語る。一般にギリシア・ローマ神話の集大成と受け取られている。
存命中から絶大な人気を博したオウィディウスであったが、紀元後8年にアウグストゥス帝の命により黒海に面した僻地に追放され、そこで生涯を閉じた。追放の理由はよくわかっておらず、文学史上最も不可解な事件の一つである。オウィディウス自身は追放の原因を「一つの詩歌と一つの過誤（carmen et error）に帰す」とだけ書いた。その言葉の選びようが意味深長であるからかえって、その意図するところをめぐって、後代の学者たちが膨大な議論を積み重ねることになった。
ラテン文学史上は「黄金の時代」の掉尾を飾る詩人とされる。オウィディウスの詩作品は後期古代から中世にかけての時代に多くの詩人に模倣され、西洋美術と西洋文学に絶大な影響を与えた。ウェルギリウスやホラティウスよりは一世代若い世代に属する。彼らの時代から下ること数十年後の修辞学者クインティリアヌスはオウィディウスを最後のラテン恋愛悲劇作家と評した。

## 生涯
他のローマ時代の詩人たちの大多数と比べると、オウィディウスは自分自身の来し方について多くを語っている方である。彼の伝記的事項の一次情報の多くは、彼自身が詠んだ詩作の中にある。特に『悲しみの歌』4.10は自分の人生を語った歌であり、自伝的要素を多く含む。その他には、大セネカやクインティリアヌスの著作が一次情報源として利用できる。

### 生まれ、育ち、結婚

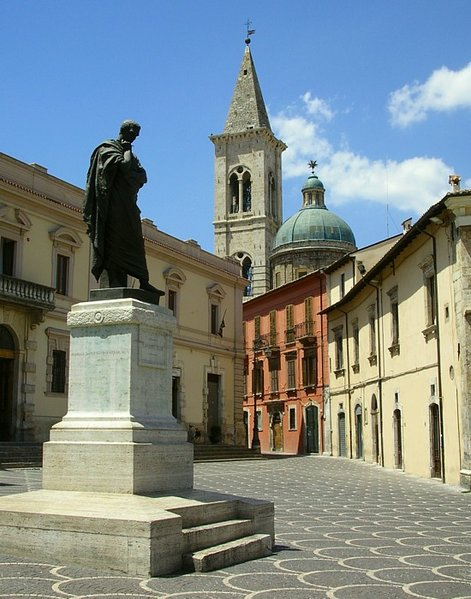
イタリア、スルモーナの「9月20日広場」に立つ、オウィディウス像（2代目）。エットーレ・フェッラーリ作。

オウィディウス晩年の作『悲しみの歌』第4巻第10歌によると、オウィディウスはローマ東方、アペニン山脈山中の谷にある集落、スルモー（現スルモーナ）の、ある有力な騎士階級（エクィテス）の家に生まれた。生年月日は紀元前43年3月20日。この年の前後はローマ政治にとって重要な出来事がいくつも起きた年であった。オウィディウスは子どものころから詩歌に親しみ、将来は詩を書くことを夢見ていたという:218。大セネカによると、オウィディウスは、弁論術に秀でた兄と共にローマに行き、アレッリウス・フスクスとマルクス・ポルキウス・ラトローに師事して修辞学を学んだという。
オウィディウスが弁論術と修辞学を学びにローマへ行ったのは14,15歳のころであった。兄は12ヶ月年上で誕生日が同じであった。父の意向としてはオウィディウスに修辞学を学んで法律の実務家の道に進んでほしかったのであるが、大セネカによると、修辞学に情動と論争という正反対の二極があるとすれば、オウィディウスは情動に傾く男であったという。兄が二十歳で亡くなると法律とは縁を切り、アテネ、小アジア、シチリアへの旅を始めた。そして、三人委員会や百人裁判所、十人委員会 といったこまごまとした公職に就き、詩作を追求することは諦めた。紀元前29年から25年ごろのことである。詩人になることに父が明らかに反対したゆえの決断である。
『悲しみの歌』によると始めて詩を朗誦したのは紀元前25年ごろのある日のこと、オウィディウス18歳であった。オウィディウスは若いころからその詩作の人気があった。オウィディウスは、文化の庇護者として知られるメッサッラ・コルウィヌスを中心としたサークルの一員であった。メッサッラ・コルウィヌスのサークルには、オウィディウスが非常に高く評価していたウェルギリウスとティブッルスが属していたものの、かろうじて一度ほど見たことがある程度で言葉を交わしたことはないという。オウィディウスはむしろ、芸術・文化のパトロンを意味する「メセナ」という言葉の由来で有名なガイウス・マエケナスのサークルに属したアエミリウス・マケル、プロペルティウス、ホラティウス、ポンティクス、バッススといった詩人たちと親しかった。
オウィディウスは30歳になるまでの間に3回結婚し、2回の離婚を経験している。娘が一人おり、その娘から孫も生まれた。最後の妻は何らかの形でファビウス氏族の有力者とのつながりがあり、オウィディウスのトミスにおける追放生活を支えた。

### 文学的成功

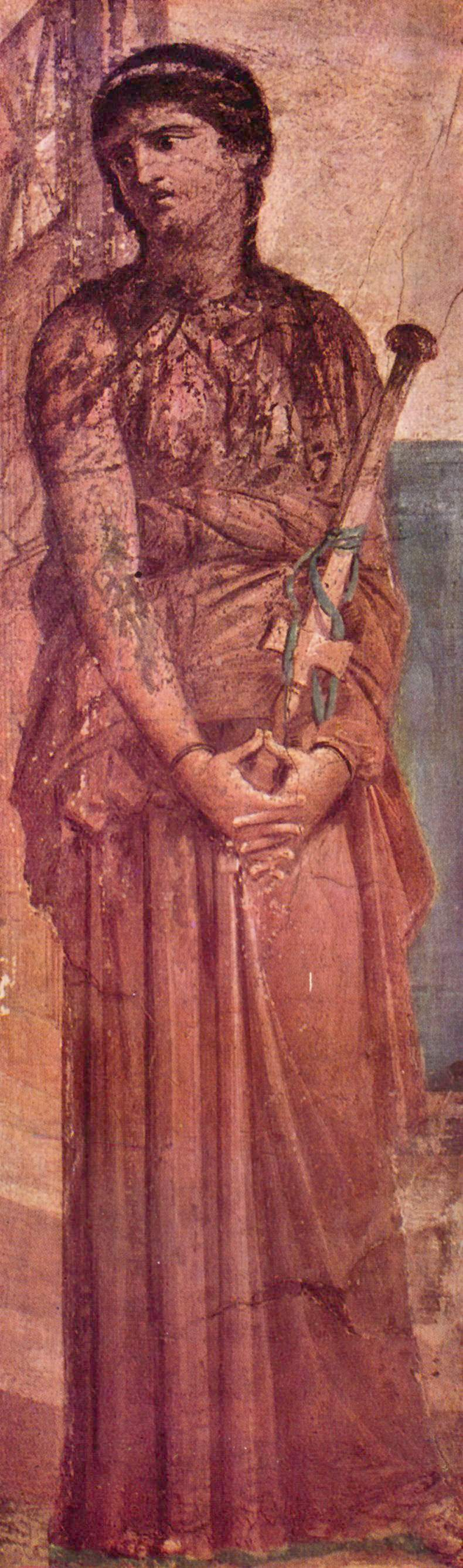
ヘルクラネウムから出土したメーデーアを描いたフレスコ画

詩を書き出して最初の25年間、オウィディウスの文学的才能は主に、エレギーア形式の恋愛詩に注ぎ込まれた。これらの初期作品を時系列に並べる確実な方法は存在しないが、暫定的な順番が長年の慣習として確立している。現伝する最も古い作品は『名婦の書簡』である。この詩作品は神話伝説に登場する女性たちがそれぞれの恋人たちに宛てた手紙という体裁をとっており、紀元前19年に出版された。出版年の根拠は、『愛の歌』2.18.19–26 に付された注釈である。なお、同注釈には出版された初期作品集について言及していると考えられる記述がある。そこの記述にある詩のいくつかについて、ほんとうにオウィディウスが作ったものであるのか、疑問も呈されてはいるが、この初期作品集にはおそらく14本の詩が含まれていた。
恋人のコリンナに宛てた一連の恋愛詩『愛の歌』の現伝する最古の版は紀元前8年から3年ごろに出版された3巻本である。この版は改訂版であって、1巻目の冒頭に付されたエピグラムによると、それ以前の紀元前16年から15年に5巻本の初版が出版されたらしい。この『愛の歌』の初版と改訂版の出版の間に、悲劇『メーデーア』が制作された。『メーデーア』は悲劇としてはオウィディウスの処女作であって、古代においては評価が高かったものであるが、現伝していない。
次なる作品は『女の化粧論』という化粧術についての詩作であり『恋の技法』の序奏的性格を持つ作品であるが、現在では不十分な断片しか残っていない。『恋の技法』は紀元前1年から紀元2年にかけて 3巻に分けて出版された作品である。内容や言葉遣いの点で、教訓詩のパロディとして詠われ、異性を誘惑し、ものにするための手練手管のマニュアル本となっている。オウィディウスがのちのち自身の追放の原因として婉曲的に「過ち」と詠ったのは本作のことであった可能性がある。これに引き続き前作の解毒剤的内容を持つ『愛の治療』が紀元2年に制作された。これら一連のエロースに満ちたエレギーア形式の恋愛詩によって、オウィディウスはガッルス、ティブッルス、プロペルティウスらに代表されるラテン恋愛詩人の中の一座を占めるに至った。そして彼自身も、自らをティブッルスらに次ぐ四番目の詩人とみなした。
紀元8年には『変身物語』15巻を完成させた。本作は宇宙開闢からユリウス・カエサルの神格化に至るまで、ギリシア神話やローマ神話におけるさまざまな変身をモチーフにした話を網羅的に集めたものである。人やニンフが木や岩、動物や花々に、あるいは星座へと、新しい身体を得て変身する神話譚が一貫して、「英雄韻律」として知られるヘクサメトロス（長短短六歩格）で次々と詠われていく野心的な詩作品である。オウィディウスは『変身物語』と並行して、『祭暦』の制作を進める。『祭暦』はローマの年中行事と天文学をエレギーア調で詠ったものであるが、6巻まで制作された時点でオウィディウスが追放される事件が起き、制作が中断された。追放先で詠んだ部分は彼自身の手で破棄されたと考えられている。したがって、未完で終わった。一方で『変身物語』は追放前に完成させている。もっとも、追放されている間は自作に手を入れて決定稿とすることはしないと『悲しみの歌』第1巻第7歌で述べているため、完成していないとも言える。また、偽作説のある『往復書簡』（『名婦の書簡』の続編）の5つの手紙が詠われたのも、もしもこれらがオウィディウスの真作であるならば、この時期であると考えられている。

### トミスへの追放

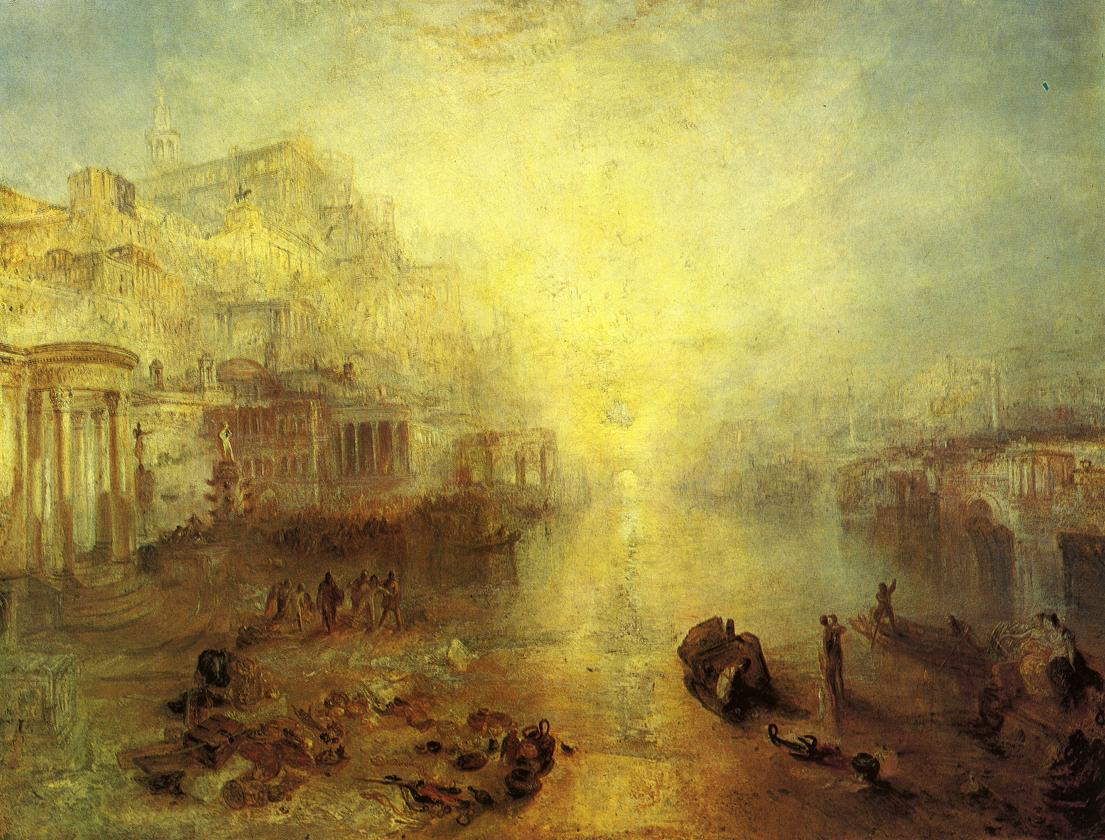
ジョゼフ・マロード・ウィリアム・ターナー作「ローマを去るオウィディウス」（油彩、1838年）

西暦8年、オウィディウスは皇帝アウグストゥスの命によりトミスに配流される。トミスは黒海に面した港町で、元はギリシアの植民都市であったところ、紀元前29年にローマ帝国がオドリュサイ王国から奪い、ドナウ川以遠のリメス・スキュティクス属領に編入した地である。当時はローマの勢力圏がおよぶ範囲の端にあり、21世紀現在はルーマニアの港湾都市コンスタンツァとなっている。
この配流は、一切の法に基づく裁判が行われず、皇帝個人の独断的な干渉により決まった。元老院による助言もなかった。この事件は以後の作品のすべてに決定的な影響をおよぼす。オウィディウスは追放の原因を  carmen et error – 「一つの詩と一つの過ち」と表現し、「わが罪は殺人より重く」「誰かを傷つけること、詩よりもはなはだしい」と詠んだ。
皇帝の孫である小ユリアとアグリッパ・ポストゥムスもまた、オウィディウスの配流と時をほぼ同じくして配流されている。小ユリアの夫、ルキウス・アエミリウス・パウルスが皇帝に対する謀議に加わったとして誅殺されたが、オウィディウスはこの陰謀を知っていたかもしれない。
アウグストゥス帝により紀元前18年に制定されたユリア法は獣姦や姦通など「不自然な」（天理に背く）行為を規定しこれに刑罰を設定した法であるが、出生率を上げるために一夫一婦制を推進し、ローマ人の意識に新風を吹き込むことでローマの風俗を改良しようとするものであった。オウィディウスの『恋の技法』はユリア法に照らして重い姦通となる行為を扱っている。皇帝が定めた風紀を破壊しかねない「恋のてくだ」をはじめとする彼の抒情詩ゆえに、彼は追放の憂き目にあったのかもしれない。しかしながら、この作品の公表（紀元前1年）から追放（西暦8年）まで、長い時間が経過していることに鑑みると、アウグストゥスは何かもっと個人的な理由でオウィディウスの追放を決心し、風紀紊乱は口実に過ぎないのではないかという説もある。当時自由に流布していたプロペルティウス、ティブッルス、ホラティウスの作品の中には、下品さという点で「恋のてくだ」とそう変わらないものが多数あるという事実によってもこの説は補強される。
オウィディウスの追放の原因がはっきりしないため、現代に至るまで幾多の学者たちが終わりのない論争を続けることとなった。追放について言及した中世の文献で、信用に足る説明をなしえたものはない。中世の学者たちの説は、オウィディウスの著作の部分部分を恣意的に解釈したものばかりである。オウィディウスが作品の中で自分の犯した罪について語った部分は約33箇所あるが、いずれも曖昧であるか、もしくは相矛盾する手がかりを提供するものである。
1923年にネーデルラントで、現代ラテン文化圏の古典学者の間ではあまり考慮されてこなかった説がライデン大学の古典ラテン文学者ヤコブス・ヨハンネス・ハルトマンにより肯定的に取り上げられ、1930年代に同国を中心に大いに議論された。それはオウィディウスがローマを追放されたことは一度もなく、追放後の作品のすべては詩人の豊かな想像力の産物である、という説である。
オウィディウスによる文学的虚構を疑う説は、1985年にフィトン・ブラウンがこれを支持する内容の論文を発表し、新たな論点をいくつか提供すると共に、停滞していた議論を前進させた。同論文に対しては以後5年間という短い間に激しい賛否両論が湧き上がった。ブラウンによると文学的虚構説は、主に次の3つの理由により支持される。
1. オウィディウスの追放について言及する同時代の文献が、大プリニウスとスタティウスによる真意のはっきりしない文章における言及[40][41] を除くと、彼自身の作品以外に存在しない。4世紀になって始めて他の作家による言及が現れる[42]。
2. 『名婦の書簡』の作者たるオウィディウスならば詩的自我を現実生活上の自我から分離させて、一人歩きさせることは、なしうる。
3. トミスの地誌学的情報はウェルギリウスの著作からもヘロドトスの著作からも既に知りうるものとなっていたし、オウィディウスの『変身物語』にもスキュティアについての言及はある[43]。

しかしながら、オーソドックスな研究スタイルの学者たちはこれらの仮説に反対する。主要な反論の一つとしては、もし仮説が正しいとするならばオウィディウスは『祭暦』を未完のままにしておかなかったであろう、という反論がある。『祭暦』は帝国詩人として彼がその身を捧げたに等しい詩作であるからである。

### トミスでの日々

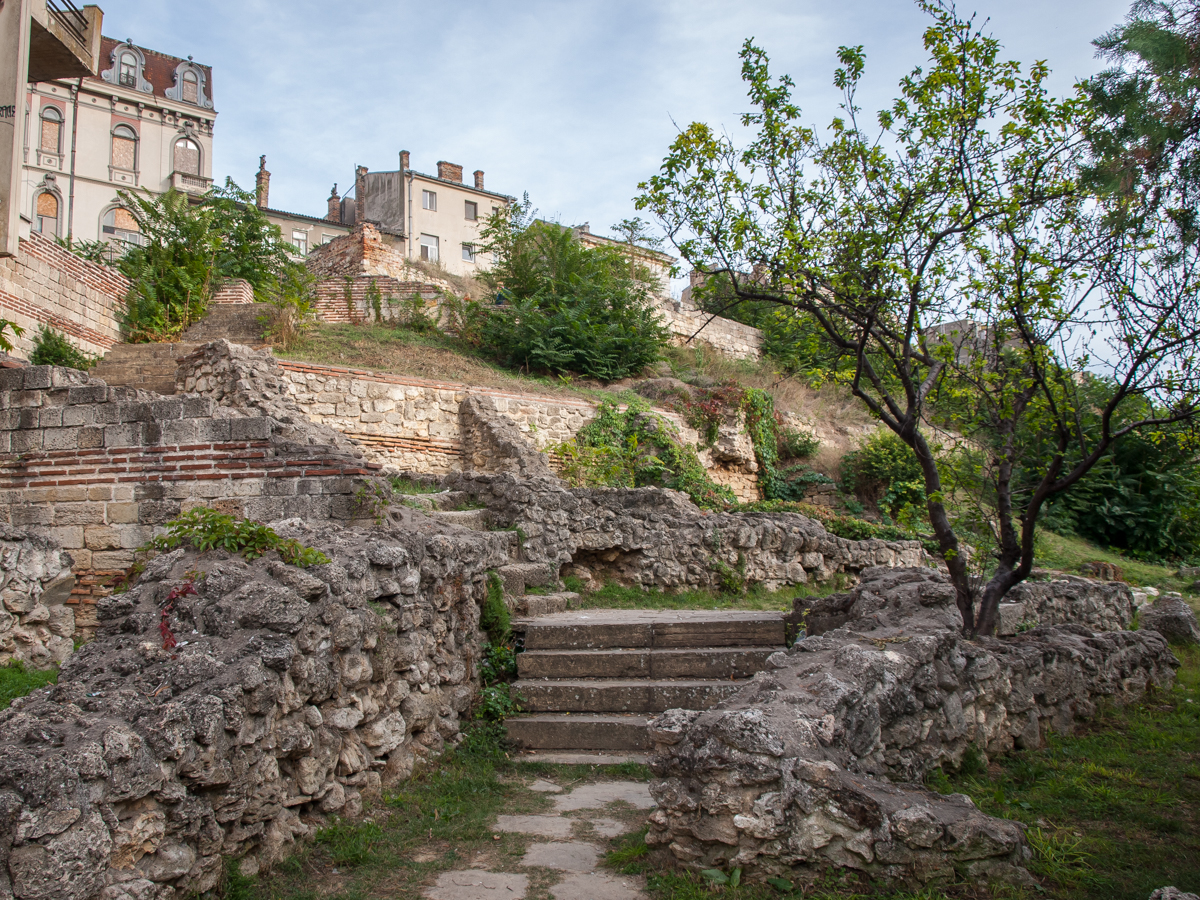
現在のコンスタンツァに残るトミス時代の遺構

配流の身にあってオウィディウスは、『悲しみの歌』と『黒海からの手紙』という2つの詩集を書き、嘆きと後悔を切々と歌っている。ローマの暦を詠った『祭暦』は1月から6月までを収録した第1巻のみが伝わるが、これはローマから遠く離れたトミスへの配流によりオウィディウスが蔵書を手にとることができなくなったため、これ以上の創作を断念せざるを得なかったものと考えられている。
追放の身の絶望やローマへの帰還を切望する思いのたけを表現した一連の詩を集めた『悲しみの歌』五巻本は、西暦9年から12年の間に詠われた。故国にいる敵を呪うエレギーア『イービス』もちょうど同じころに詠われた。『黒海からの手紙』はローマにいる友人たちに宛てた書簡の体裁をとり、追放処分を解いてもらえるよう各方面への働きかけを頼む内容となっている。おそらくは最後の作品であり、はじめの三巻までが紀元13年に公刊されたのち、四巻目が14年から16年までの間に公刊された。追放中の詩は個人的な感情を詠い、心に切々と訴えかけるようなものが特に多い。『悲しみの歌』ではトミスの原住民のことを「野蛮人」と呼んで恐れているのに対し、『黒海からの手紙』では彼らと仲良くなり、彼らの言語で詩を詠んだことを綴っている。
それでもまだ、オウィディウスはローマに思い焦がれていた。彼の三人目の妻にも一目会いたいと願い、妻に宛てて多くの詩を詠んだ。黒海のほとりから詠まれた詩の宛先は、アウグストゥス帝のものもいくつかあるが、ローマにいる友人たちや自分自身に宛てたものもある。ときには詩作品それ自体に宛てて、追放の身の孤独や、いつかは帰還できるという望みを表現するものもある。
オウィディウスは西暦紀元17年か18年に亡くなった。『祭暦』が没後に出版されたと見られることから、最晩年は『祭暦』の校訂に時間をかけて取り組んでいたと考えられている。

## 作品総論

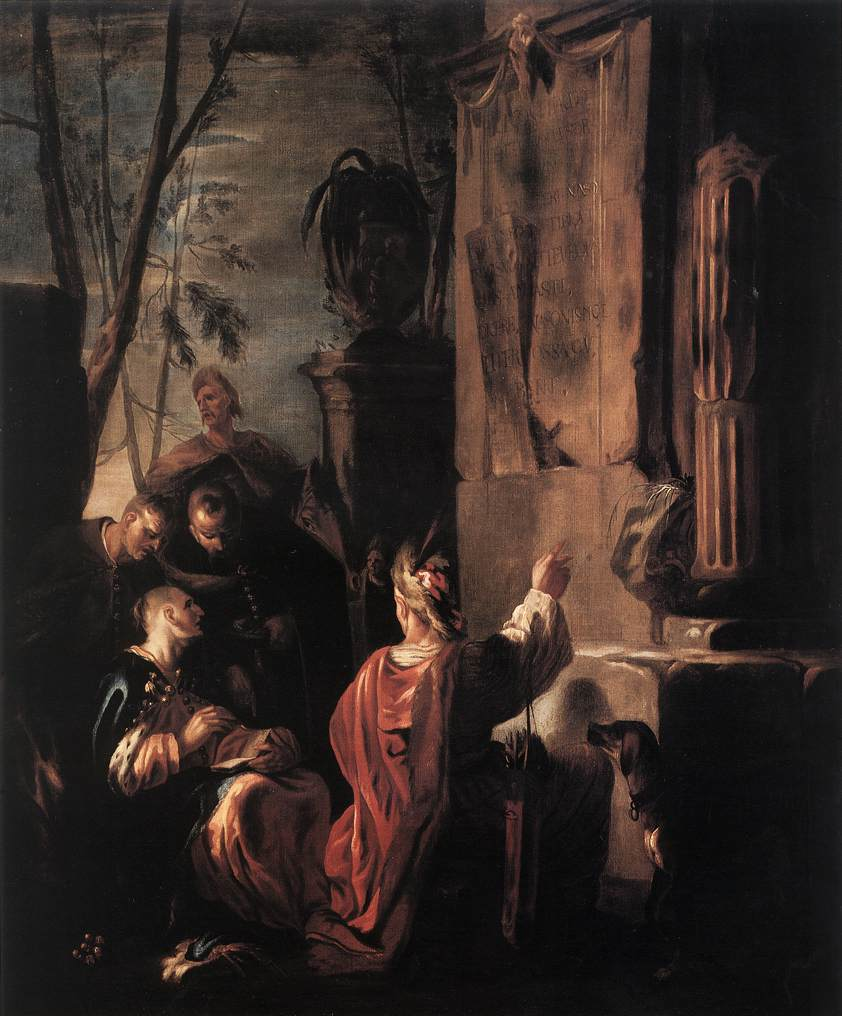
オウィディウスの墓碑を読むスキュタイ人たち

オウィディウスの旧来の捉え方は、恋愛エレギーア詩という文学ジャンルの掉尾を飾る詩人であって、恋愛エレギーア詩の決まりごとを自家薬籠中のものとして多彩な詩を詠んだ詩人というものである。確かにオウィディウス作品では栄誉や名声といった叙事性よりも、個人的感情といった叙情性や主題性に重きが置かれるが、これはアウグスティヌス帝による帝国全土の平定によりもたらされた相対的な安定の時代を反映したエレギーア詩の様式美であるというのが定説である。
この点で、オウィディウスの作品を通して示される詩人のペルソナは、カトゥッルス、ティブッルス、プロペルティウスら、他の標準的なエレギーア詩人と同じようなものである。ところが、 詩人が熱を上げる貴婦人コリンナと作品の内容との関連は薄い。また、テクストに込める感情を真に迫ったものとするために、オウィディウスが独自の工夫を行った痕跡は、他のエレギーア詩人よりも弱い。また、コリンナが実在の人物とすれば誰に当たるのかという問題は、手がかりが何もない。以上のようなことから、コリンナは実在の人物ではなく、詩人と彼女の関係は作品を創造するための文学的虚構であると考えられている。コリンナはエレギーア詩というジャンルそれ自体のアレゴリー（擬人化）であるという解釈もなされている。
なお、カトゥッルス、ティブッルス、プロペルティウスらの恋愛詩は個人的体験に基づくものであるとされているが、彼らの作品を「自伝として」読むことの是非には、学術的な論争が絶えないポイントである。彼らの詩が自伝的ないし客観的事実との関係を少ししか持たないという考えは、エレギーアを研究する現代の古典学者のほとんどが認めるようになっている。
オウィディウスは伝統的なエレギーア詩の形式を巧みに用いて創意にあふれた恋愛詩を詠い、恋愛という主題を入念に掘り下げた詩人であると考えられてきた。例えば、クインティリアヌスはオウィディウスを「ふざけて陽気な哀歌詩人」と読んだ。オウィディウス作品には、古い形式を新しい方法で用いた作例がいくつかある。例えば『愛の歌』1.6 では「パラクラウシテュロン」という古めかしいモチーフを用いた。他方で、オウィディウス以前に同様の作例がまったく見つからないエレギーア詩もあり、例えば、コリンナが髪染めに失敗してしまったときの歌（Am. 1.14）がこれに相当する。これらはオウィディウス独自の文学的革新と考えられている。
また、オウィディウスは他のエレギーア詩人たちよりも性的主題を詩の中で赤裸々に表出した詩人であるとも考えられてきた。取り上げられた性的主題と論点は多種多様である。『愛の歌』ではオウィディウス自身とコリンナの恋愛に焦点が当てられ、神話伝説上の人物の恋愛が『名婦の書簡』の主題であった。『恋の技法』やその他の教訓詩形式の詩では「科学的見地から」異性と関係を持ち誘惑する方法の手引きを提供した。オウィディウスのエレギーア詩の中には、数え上げ、効果的な驚きの挿入、一時的な比喩の多用といった表現技法が見られ、これらはオウィディウスが受けた修辞学の教育の影響があるとする研究もある。
『祭暦』のような恋愛エレギーア詩でない作品においても、オウィディウスの恋愛エレギーア詩好みの影響は顕著であると、よく注釈される。オウィディウスのエレギーア様式は、叙事詩の様式と明確に区別される。ドイツの古典文献学者リヒャルト・ハインツェ（1867 - 1929）は著書 Ovids elegische Erzählung (1919) の中で、ケレースとプロセルピナの神話のように『祭暦』と『変身物語』の両方で同じ神話が扱われている場合、両者を比べてどのような様式の違いがあるか、明らかにした。ハインツェによると「エレギーア詩においては感傷的で柔和な雰囲気が横溢しており、六歩格の語り口を特徴付けるものは厳粛さと畏怖の念である」という。アメリカの古典学者ブルックス・オウティス（1901 - 1977）はハインツェの議論をおおむね受け継いで以下のように述べている。
神々は叙事詩においては「まじめ」でありエレギーア詩においてはそうでない。エレギーア詩の短く区切った、饒舌な語り口と比較すると、叙事詩の台詞回しは長く、頻度が少ない。オウィディウスは、エレギーア詩を詠うときは地の文から読者や登場人物への親しみの感情があふれ出てくるような詩を詠むのに、叙事詩のときは素の自分を隠す。とまれ、叙事的語りは延々と続き均整の取れた語りであるかもしれない。対してエレギーア詩の語りには均整を欠いた文体が見られる。
オウティスはまた、オウィディウスの恋愛詩において詩人は「新しいテーマを開拓するよりむしろ古いテーマを戯画化している」ことを指摘している。オウティスによると『名婦の書簡』はもっとまじめであり、そのうちのいくつかのエピソードは「オウィディスの他の作品と大きく異なり（中略）非常に慎重な歩みを重ねている」。それは男に捨てられた女という主題が、ヘレニズム詩や新ヘレニズム詩において積み重ねられてきた主題であったという事実に関係している、という。
オウティスによると、『名婦の書簡』のパイドラー、メーデーア、ディードー、ヘルミオネーのエピソードは、エウリーピデース作品とウェルギリウス作品の「巧みな修正版である」という。くだんのウェルギリウス作品と『名婦の書簡』とを比較研究した研究者によると、ウェルギリウス作品が曖昧で矛盾しているのに対し、オウィディウス作品は明確さに富むという。また、ウェルギリウス作品が詩を詠むこと自体が目的になっているのに対し、オウィディウス作品において詩人は最小限の言葉で表現をしているという。

## 作品各論

### 『名婦の書簡』
ヒロインを意味する『ヘーローイデス』（ Heroides ）と略称されることもある『名婦の書簡』（ Epistulae Heroidum ）はエレギーアの韻律を持つ対句が連なる詩、全21歌からなる詩集である。一編の詩各々は、ギリシャ神話に登場する女性が自らの良人や恋人に宛てて書いた手紙の体裁を取る。手紙には別れて暮らすことへの恨みつらみや恋人が戻ってくるように願う思いなどが表現され、それぞれの神話の結末を暗示するような、その後の彼女らの行動についても書かれている。オウィディウスは本詩集で、過去の文学に類例を見ない斬新な文学類型を生み出した。なお、本詩集の一部ないし全部がほんとうにオウィディウスの作であるのかというオーセンティシティの問題に関しては、疑問が呈されたこともあった。しかしながら『愛の歌』（at Am. 2.18.19–26）におけるオウィディウスの自作解題で、本誌集に係る書簡についての言及があることをもって異議に耐えうると考える研究者が大勢である。
前半の14通の書簡は初版の時点から詩集に含まれていたと考えられている。その14通はペーネロペー、ピュリス、ブリーセーイス、パイドラー、オイノーネー、ヒュプシピュレー、ディードー、ヘルミオネー、デーイアネイラ、アリアドネー、カナケー、メーデーア、ラーオダメイア、 ヒュペルムネーストラー が不在の良人又は恋人に宛てた手紙である。15通目は歴史上の人物サッポーがパオーンに宛てたものであるが偽作の可能性がある（『愛の歌』で言及はある in Am. 2.18）。その理由は長さが不自然なことと神話的主題との統合を欠くこと、そして中世の写本でこの部分が見当たらないことが挙げられる。残りの16通目から21通目は恋人への手紙とそれへの返事の手紙の対で構成される。パリスとヘレネー、ヘーローとレアンドロス、アコンティオスとキューディッペー がそれぞれのパートナーに宛てた手紙である。これらはオウィディウス自身による言及がないため、後年になって詩集に付け加えられたものと考えられている。真作か偽作かは両説がある。
『名婦の書簡』はスアーソーリアやエトポエーイアといった雄弁術を駆使した演説法の影響が顕著に見て取れる。スアーソーリア、エトポエーイアはともに説得力のある演説をなし得るように行われる雄弁術の練習方法の一つであり、スアーソーリアは神話や歴史上の特定の場面を想定した上でそこに登場する人物の行動の賛否を弁論すること、エトポエーイアは歴史上の人物などの他人になりきって弁論することを意味する。ヘーローイデスの主人公たちの弁論も大まかな決まり事に従ってなされる。第一にほとんどの手紙ではその書き手が重要な役割を演じる文学作品への言及が行われる。例えば、ディードーの場合は「アエネーイス」への言及が、アリアドネーの場合はカトゥッルスの詩集第64歌への言及が行われる。第二に叙事詩と悲劇の登場人物から、エレギーア恋愛詩の登場人物へと、性格付けの転換が行われる。

### 『愛の歌』

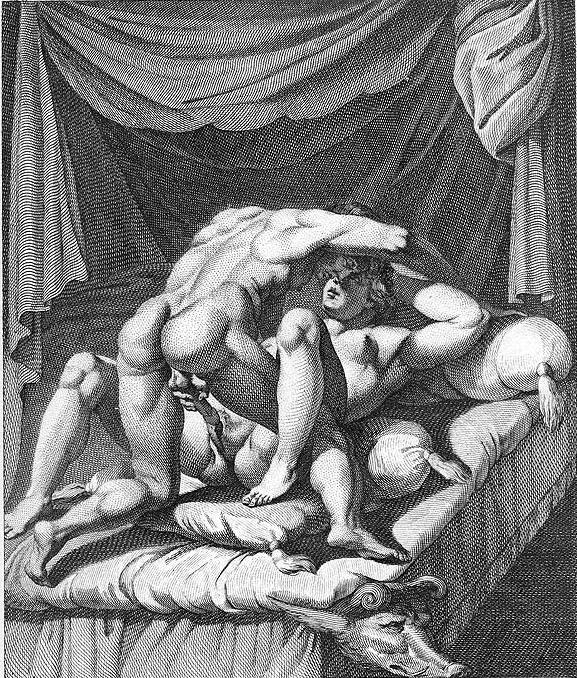
オウィディウスとコリンナ

『愛の歌』（Amores、アモーレース）はエレギーア韻律の恋愛詩を集めた3巻本である。エレギーア韻律の恋愛詩の定型化はティブッルスとプロペルティウスにより行われた。エレギーアの発展にこの二人の詩人が寄与した部分は確かに大きい。しかしながら、このジャンルに革新をもたらした詩人はオウィディウスである。彼はこの詩形における主導者を、詩人からアモル（愛神）へと切り替えた。つまり、詩の詠み人が愛を勝ち取ることに焦点を当てるのではなく、人々の上にいる愛神の勝利に焦点を当てた。この転回は詩という文学ジャンル上、初の転回であった。オウィディウスの革新は「愛」という抽象概念のメタファーを用いたこと、つまり、愛のアレゴリー化に要約される。
3巻本の本書は、コリンナと呼ばれるある婦人と詩人との関係を中心に、愛の諸相を描写する。多彩な詩の中には、恋愛をしていく中で起こりうるいくつかの出来事が描写されるが、それは文学的な装飾と自由な語りを伴って読者に提示される。
第1巻は15編の詩を収める。第1歌でオウィディウスは、自分は叙事詩を書こうとしたのだと語る。ところがクピードーが私から脚韻を盗み、詠い続けることができなくなったため、それを恋愛悲歌に作りかえたのだ、という。第4歌は教訓詩の形式を取り、のちに『恋の技法』で展開することになる警句を述べる。第5歌は正午の逢い引きを詠う。また、恋人の名前がコリンナであることが明かされる。第8歌と第9歌は贈り物に惹かれるコリンナを描くが、第11歌と第12歌の描写で詩人の企みが失敗したことが示される。第14歌はコリンナが髪の毛を染めようとして大失敗した話である。第15歌ではオウィディウスをはじめ、その他の恋愛詩人の命も永遠ではないと強調される。
第2巻は19編を収める。巻頭の歌はオウィディウスがエレギーアのために巨人族との戦いをあきらめたことを語る。第2歌と第3歌は詩人がコリンナを護衛する供回りの者どもに、なんとか彼女に一目会わせてくれと頼むさまを詠う。第6歌はコリンナの飼っていた鸚鵡の死を悼む哀歌である。第7歌と第8歌はオウィディウスがコリンナの召使いに手を出し、それがコリンナに露見する事件を扱う。第11歌と第12歌はコリンナが休暇で遠くへ行ってしまうのを引き止めようとする内容。第13歌は病気になったコリンナの平癒をイシスに祈願する祈りの歌、第14歌は妊娠中絶に反対する歌、第19歌は油断している世の妻帯者たちへの警告の歌である。
第3巻は15編を収める。第1歌は擬人化された「悲劇」と「哀歌」がオウィディウスを巡って争う様が詠われる。第2歌は競馬大会に行く描写があり、第3歌と第8歌では他の男たちにこころ惹かれるコリンナの女心が主題である。第10歌は地母神ケレースへの恨み歌である。なぜならこの女神の祭には禁欲が求められるからである。第13歌はユーノー祭についての歌、第9歌はティブッルスに捧げる哀歌である。第11歌でオウィディウスはこれ以上コリンナを愛するのは止そうと心に決める。そして彼女について詩を詠んだことに後悔する。最終の第15歌は詩人の愛をかき立てたミューズ（コリンナのこと）への告別の歌である。『愛の歌』はこれまでのところ、自意識に溢れ、非常に雄弁なエレギーア詩の作例であると評価されている。

### 『女の化粧論』
女性の顔を美しくする手入れについて歌う本作（Medicamina Faciei Femineae）は、エレギーア韻律で詠まれた約100行ほどの断片が残されている。それからわかるのは本作がまじめな教訓詩をパロディしたものであろうということである。内容としては女たるもの、まずは立ち居振る舞いに気をつけるべしと述べ、その上で続けて、顔を美しくする白粉の類いをいくつか処方する。文体はヘレニズム詩人、コロポンのニカンドロスやソロイのアラトスの教訓詩に似る。

### 『恋の技法』
Si quis in hoc artem populo non novit amandi,

           hoc legat et lecto carmine doctus amet.

Book 1 Verse 1, 2: 「愛の手管を知らぬなら、わたしの本を読みたまえ、いずれは愛の博士とならん」

『恋の技法』（Ars Amatoria、アルス・アマートーリア、恋の手管）全3巻はエレギーア韻律の教訓詩の様式を換骨奪胎し、異性を誘惑し愛する手管をレクチャーする内容となっている。第1巻は男性に向けて女性を誘惑するハウツーを教える。第2巻も男性向けに、愛人を自分に惹き付けておく方法について教える。第3巻は女性に向けて男性を誘惑する手管を教える。第1巻はウェヌスへの祈願文で幕を開ける。そのなかでオウィディウスは自らのことを 「恋愛教師」（praeceptor amoris）と位置づける (1.17)。そのオウィディウスによると、恋愛の相手を見つけられる場所は劇場や闘技場、気になる娘をものにする方法としては宴会の席でこっそり誘惑するなどの方法がある、という。また、適切な時間を選ぶことは重要である、早すぎても遅すぎてもいけない。目当ての娘の友だちの信頼を得ることも同様に重要である、という。
詩人は愛する人のために身体の手入れを怠るなと強調する。第一巻ではその他、サビニの女たちの略奪、パーシパエー、アリアドネーといった神話伝説に話がおよぶ。第二巻は冒頭でアポローに祈りが捧げられ、イーカロスの伝説を物語ることで幕を開ける。過剰な贈り物は禁物、外見を美しく保つこと、醜聞は隠すこと、意中の相手にお世辞を言うこと、彼女の奴隷たちに好感を持たれるように振る舞い、ご主人の機嫌を取ってもらうこと。以上のようなアドバイスが男性に向けて詩人からなされる。また、生殖を司るウェヌスを粗略に扱わぬこと、恋人を惹き付けておくためのアポローの助けといったことにも話がおよび、ウェヌスとマールスを捕まえたウゥルカーヌスの罠の話に脱線する。第二巻は詩人が「生徒たち」に（ぜひとも意中の女性をものにして）師の名声を広めてくれることを望むと言って終わる。
第三巻の冒頭で詩人は女性の能力を擁護する。そして、前二巻で詩人が世の男性に教えたことに対して、女性にも理論武装してもらうことで解決にしたいと述べる。詩人は、身を飾る品が多くなりすぎない方がいいとか、恋愛エレギーア詩を読むといいとか、卓上遊戯の遊び方を習うといいとか、事細かにアドバイスする。さらにはいろんな年代の男と寝ること、浮気すること、そして、しらばっくれることをやってみなさいと言う。第三巻を通して詩人は、それまでに男性に向けて教訓詩風に詠んだ恋愛指南を取り消すような自己批判をそこかしこに挿入する。また、プロクリスとケパロスの神話に言及する脱線を行う。最後に詩人は女性たちに向けて、我が助言通りに事を進め、
"Naso magister erat,"（ナーソーさんが私の先生よ）と言って、我が名声を広めてくれることを望むと述べて締め括る。

### 『愛の治療』
『愛の治療』（Remedia Amoris、レメディア・アモーリス) の形式は恋愛エレギーア詩の形式で、内容は詩人が『恋の技法』で指南した恋愛の治療法を、主に男性に向けて処方するものとなっている。本作は自殺を恋愛から逃亡する手段にすぎないとして批判する。そしてアポローに誓って、恋愛を先延ばしにしたり疎かにしてはならぬと言う。そして、自分のパートナーを避けること、魔術は使用せぬこと、一度は化粧をしていない恋人の顔を見てみること、他の恋人に乗り換えること、決して嫉妬してはならぬこと、といった処方箋が示される。古い手紙は焼き捨てること、恋人の家族は避けることといったアドバイスもある。本詩作は一貫してオウィディウスを医者として登場させ、医術的レトリックを用いている。本作が恋愛教訓詩シリーズの最終巻であり、エレギーア韻律でエロスを歌うオウィディウスの企みが本作で完遂したと解釈されている。

### 『変身物語』

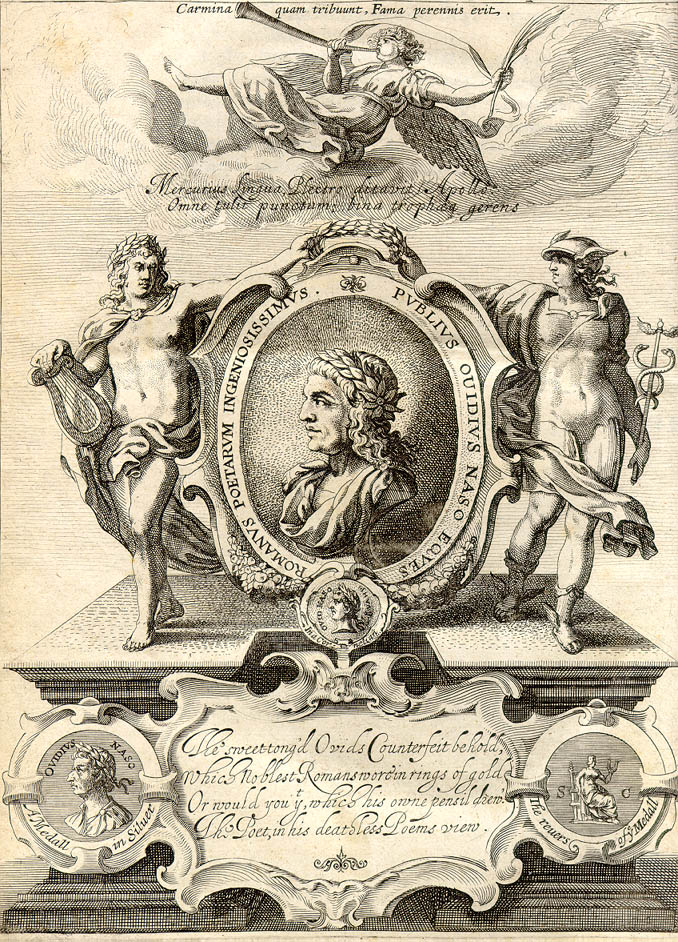
Engraved frontispiece of George Sandys’s 1632 London edition of Ovid's Metamorphoses Englished.

『変身物語』（ Metamorphoses、メタモルポーセース）全十五巻はオウィディウスの最も野心的な作品でありかつ、最も人気のある作品である。内容面ではギリシア・ローマ神話において変身が行われる伝説を集めたカタログであると言うことができ、形式面では一貫して「英雄的六歩韻脚（ダクテュロス・ヘクサメトロス、叙事詩に多い）」用いられていることが指摘できる。ただし、歴史神話的構造は比較的緩い。全体で12,000行近くにおよび、その中で250種の神話伝説が語られる。各神話の舞台は、死すべき運命の者たちが外的な影響に対して脆弱である屋外に設定される。本作品は、ヘーシオドスの『名婦列伝（エーホイアイ）』やカッリマコスの『起源（アエティア）』、コロポンのニカンドロスの『ヘテロエウメナ』、パルテニオスの『変身物語（メタモルポーセース）』といった、複数の起源神話を次々と歌っていく詩作の伝統に連なるものである。
第一巻は天地開闢、人間の時代、大洪水、アポローによるダプネーの略奪、ユーピテルによるイーオーの略奪の神話を収める。第二巻はパエトーンの物語を詠ったのち、ユーピテルに愛されたカリストーとエウローペーの物語を詠う。第三巻はテーバイの神話に焦点が当てられ、カドモス、アクタイオーン、ペンテウースの変身物語を収める。第四巻はピュラモスとティスベ、サルマキスとヘルマプロディートス、ペルセウスとアンドロメダーという、3組の恋人たちの神話を収める。第五巻はムーサの歌に焦点を当て、プロセルピナの略奪について詠う。第六巻は、死が運命付けられた儚い命を持つ者たち（人間やニンフ）が、神々に追い駆けられて変身する物語を集める。アラクネーの物語から始まり、ピロメーラーの物語で終わる。第七巻はメーデーアやケパロス、プロクリスの変身譚を収める。第八巻はダイダロスの飛行、カリュドーンの猪狩り、敬虔なバウキスとピレーモーンと邪悪なエリュシクトーンの対比を収める。第九巻はヘーラクレースの物語と、実の兄に恋をしてしまったビュブリスの物語が中心である。第十巻はヒュアキントスを想って歌を唄うオルペウスのような、報われぬことが運命付けられた恋の物語が中心である。その他にピュグマリオーン、ミュラー、アドーニスの物語を収める。第十一巻はペーレウスとテティスの結婚と、ケーユクスとアルキュオネーの愛とが対比される。第十二巻は神話の世界から歴史叙事に題材を取り、アキレウスの偉業、半人半馬族とラピテース族との戦い、イーピゲネイアの生贄の物語を叙述する。第十三巻はアキレウスの武具を巡る戦いのほか、ポリュペーモスについて議論する。大十四巻ではイタリアに舞台を移し、アイネイアースの旅について記述する。そしてポーモーナ、ウェルトゥムヌス、ロームルスの物語を語る。最終第十五巻はピュタゴラスによる哲学的講義に始まり、ガイウス・ユリウス・カエサルの神格化が語られる。そして、アウグストゥス帝へ賛美の詩句が捧げられ、本詩作により自分の名前は不滅のものになったであろうというオウィディウスの確信が表明されて、全巻の終幕となる。
過去の学者たちは『変身物語』を分析する際、オウィディウスが膨大な素材をまとめている点に注目した。地理、主題、対比により物語どうしを関連づけるという手法により、興味深い効果がもたらされ、常に読者につながりを評価させる力学が生じる。また、オウィディウスは歌ごとに語り口と素材をさまざまなかたちに多様化させた。古典学者のジアン・ビアッジョ・コンテは『変身物語』を「これら多様な文学ジャンルのギャラリーのようなもの」と評した。オウィディウスは語り口と素材の多様化という目的を心に抱いて、過去の定評ある詩作をあらゆる角度から研究し、先行する変身譚を扱う作品より優れた作品を生み出そうとした。オウィディウスは、本詩作でアレクサンドリア派の叙事詩の形式、すなわち悲劇的対句を用いた。これは伝統的な叙事詩の形式に、登場人物の心の動きを重視する様式を彼なりに融合させた結果である。

### 『祭暦』
六巻のエレギーア詩が現伝する『祭暦』（Fasti、ファスティ）は、オウィディウスが追放の憂き目に遭ったまさにその時に携わっていた二つ目の野心作である。オウィディウスはローマ暦の年中行事を韻文で歌い上げるという、過去のラテン文学に前例のない試みを完遂させようとしたのであるが、自身の追放により中断され、現伝するものは半年分、1月から6月までの六巻しかない。後述する「トリスティア」2.549–52 では自分の作品が六巻で邪魔されたと歌う部分がある。追放先のトミスでは、作り上げた六巻の校訂に励んでいたと考えられている。『祭暦』は『変身物語』のように長詩となるはずだった。そして、カッリマコスやプロペルティウスらの起源神話を題材にした詩作を踏襲するものとなるはずだった。
本作はローマ暦に従って重要なローマの祭の起源と習慣を説明する。時おり神話伝承を交えながら、季節に応じて天文や農事に関する情報が挿入される。本作はアウグストゥス帝の息子「誉れ高きゲルマニクス」に捧げられているが、これには、当初、帝に奉呈するつもりであったが帝の崩御によってそれが叶わず急遽奉呈先をゲルマニクスに変更したという事情があるかもしれない。本作では、詩人は自らを司祭と自己言及し、暦についてあれこれ語るため、神々に直接お話をお聞きしてまじめに調べる、という文学的仕掛けが用いられる。また、詩人はプレブス（貴族）好みは前面に出さず、祭の野卑な伝統を肯定的に歌い上げている。これにアウグストゥス帝の風俗改良政策への控えめな抵抗を読み取る学者もいる。ローマ時代の文物は史料がよく保存されているので、本作はこれまでのところずっとローマの宗教や文化を調べる者の役に立たないとされてきた。しかし近年ではオウィディウスの最良の文学作品であり、ラテン語エレギーア詩に類い稀な実りをもたらした作品として捉えられるようになっている。

### 『イービス』
エレギーア韻律の644行の詩篇『イービス』（Ibis、鴇の歌）のなかでオウィディウスは目も眩むような神話的物語を並べ立て、追放中の詩人を傷つけようとする敵を呪い、攻撃する。冒頭で詩人は、これまで詠んできた詩は誰を傷つけるものでもなかったが、いまぞ我が詩才を仇なす者への反撃に用いん、と述べる。詩人は霊感の源をカッリマコスの『イービス』に求めてこれを引用し、すべての神々に呼びかけて我が呪いに力を与えたまえと祈願する。さらに、神話の例を引いて冥界において敵が苦しむさまを詠い、敵の誕生の際に起きた凶兆を述べる。残りの300行では神話上の人々に降りかかったような責め苦が我が敵にも降りかかるように願い、再度すべての神々に助力を祈願する。

### 『悲しみの歌』
追放中のトミスにて詠まれた『悲しみの歌』（Tristia、トリスティア）は全五巻である。第一巻は11歌を収める。第1歌は詩人がこの詩集自体に向けて語るかたちで、ローマに着いたらどのように振舞うべきかを述べる内容である。第3歌は詩人のローマにおける最後の夜のことを描写する。第2歌と第10歌はトミスへの旅がどのようなものであったか、第8歌はある友人の裏切りについて、第5歌と第6歌は誠直な友人たちと妻について述べる。第11歌で詩人は詩集全体にこだまする悲嘆により読者が暗い気持ちになれば申し訳ないとわびる。
第二巻は詩人の自己弁護の長詩で構成される。先人を引用して自作を正当化し、アウグストゥス帝に寛恕を請う。第三巻はトミスにおける詩人の生活に焦点を当てた14歌を収める。第1歌は詩集がローマに到着するがオウィディウスの作品が発禁となっているさまを描き出す。第10, 12, 13歌はトミスにて過ごす年月を詠い、第9歌はトミスの由来を詠う。第2, 3, 11歌で詩人は深い嘆きと望郷の念を詠う。最終第14歌で詩人は再び詩集の暗さを読者にわびる。
第四巻は主に友に宛てた10歌を収める。第1歌は詩人の「詩」への愛と「詩」がもたらす慰めを詠う。第2歌はティベリウスを讃える歌であるが、第3, 4, 5歌は友人たちに宛てた歌である。詩人は第7歌で返事の便りがほしいと歌い、第10歌で自分の来し方を振り返る。
『悲しみの歌』の最終巻は詩人の妻や友人たちに焦点を絞った14歌を収める。第4, 5, 11, 14歌は妻に宛てられたもので、第2, 3歌はアウグストゥス帝とバッコス神への祈りを捧げる歌である。第4, 6歌は友人たちに、第8歌は敵に宛てた歌である。第13歌では返信を所望するが、第1, 12歌ではやはり、本作のまずさを読者にわびる。

### 『黒海からの手紙』
『黒海からの手紙』（Epistulae ex Ponto、エピストゥラエ・エクス・ポント）全四巻は追放中にかかれたもう一つの詩集である。一巻ごとに異なる友人に対して宛てた書簡の形式をとる。追放処分が解かれて帰還できることに関して、『悲しみの歌』のときよりも悲観的になっており、内容は大略次の三点からなる。一点目はオウィディウスの追放刑を解くことを皇帝の一族に訴えてくれることを願う友人たちへの依頼、二点目は作品に関する友人たちとの議論、三点目は追放中の生活の描写である。
第一巻は10歌を収める。オウィディウスは自身の健康状態を語り（第10歌）、希望や記憶、ローマへの郷愁を歌う（第3, 6, 8歌）。トミスにおいて必要とするものに関する記述もある（第3歌）。第二巻はゲルマニクスを熱烈に待望する内容（第1, 5歌）のほか、追放地での絶望と生活を描いたり、友人たちに自分に代わってローマで主張してもらいたいことを述べたりする内容がある。第三巻は9歌を収める。妻に宛てた内容（第1歌）のほかは友人たちに宛てた内容である。詩人はタウリスのイフィゲニアの物語を語り（第2歌）、クピードーの夢の話をするが（第3歌）、批判に応える歌もある（第9歌）。第四巻は16歌を収める。トミスでの生活の報告と友人たちへの語りかけを主な内容とするが、オウィディウス最後の作品となった。詩人はトミスの冬と春について（第10, 13歌）、また、その地理と気候について語り（第7歌）、気持ち半分ながらもトミスがいいところだと誉める（第14歌）。また、詩人は友人たちが何くれとなく相談に乗ってくれること、援助を申し出てくれることに感謝を捧げる（第4, 9歌）。第12歌はトゥティカヌスという名前の友人に宛てたものであるが、その名前が韻律にうまくはまらない。最終第16歌は敵に宛てたものであり、詩人はあいつを独り残して逝けないと嘆く。結びの対句は「私の肉体を刺すあなたの鉄によろこびはどこにあるか？私が肉体の傷をいやす場所はどこにもない。」である。

## 偽作と失われた作品

### Consolatio ad Liviam(リウィアへの慰め)
「コンソラティオ」は息子ネロ・クラウディウス・ドルーススを亡くしたアウグストゥス帝の妻、リウィア・ドルシッラを慰める内容のエレギーア韻律で作られた長詩である。詩は冒頭、リウィアに悲しみを隠そうとはせぬよう勧め、ドルーススの勲をその死と対比する。そして、ドルーススの葬儀と皇帝一家への賛辞、彼の最後の瞬間と母リウィアがその亡骸に覆いかぶさって嘆くさまを描写する。ドルーススのむくろは鳥に譬えられる。ローマ市の嘆きの声が彼の葬列に向けられる。神々への言及があり、軍神マールスは神殿からテベレ川に対して、悲しみから立ち昇る火葬の炎を消してしまうのはやめよと命じる。
悲しみはドルーススの軍功、その妻、その母のために表される。詩人はリウィアにティベリウス帝に慰めを見出すように具申する。詩の締めくくりは亡きドルーススがリウィアに、自らはエリシウムへ行くよう運命づけられていると述べて終わる。本作は「マエケーナースに捧げるエレギーア詩集」（Elegiae in Maecenatem、「ウェルギリウス補遺」の一巻）に関連付けられていたこともあったが、今では同詩集との関連はないものと考えられている。いつごろ作られた作品かは不明であるが、ティベリウス帝が目立つように詠われていることから、同皇帝の治世下で詠まれた歌という説がある。

### Halieutica(釣りについて)
ヘクサメトロス134行が伝わる「ハリエウティカ」は教訓詩の断片である。詩はすべての動物たちが自分の身を守る能力を持つと語るところから始まる。犬や陸上の動物の身の守り方を解説し、魚が身を守るために、どのように「アルス（技術）」を使うかを述べる。そして詩は魚釣りに最も適した場所を列挙し、そこで捕まえられる魚の種類を挙げる。大プリニウスは「ハリエウティカ」がオウィディウスの作であって、彼が晩年にトミスで作ったものであると述べたが、近代以降の学者はこの詩の作者をオウィディウスに帰したプリニウスの説は間違いであって、オウィディウスの真作ではないと考える。

### Nux(くるみ)
エレギーア形式の91対句が伝わる「ヌクス」は、アイソーポスの寓話集にある「クルミの木」の寓話を下敷きにした内容を持つ。もともとの寓話は恩を忘れやすい人の性（さが）を主題にしているが、本作もクルミの木が、その実を得ようと石を投げつける少年たちに石を投げないでくれと頼む内容である。クルミの木は実りにあふれたかつての黄金時代と、実りの少ない今を対比し、乱暴に実がもぎ取られ枝が折られる現在を独白する。続けて自分を神話の登場人物何人かと比べ、皇帝のもたらした平和を賞賛し、このまま苦しむよりも誰かに切り倒されたいと願う。本作はオウィディウス作品の平凡な模倣を含むため偽作ではあろうが、詩人の同時代人により詠われた作品と考えられている。

### Somnium(夢)
詩人が夢占いに自分が見た夢を語るという内容の「ソムニウム」は伝統的に『愛の歌』3.5 に配置されているが、偽作であると考えられている。詩人は夢の中で、昼の暑さを避けて木陰にいると、一頭の牡牛の近くにいる白い牝牛を見かける。ところがその牝牛はカラスにつつかれると、その牡牛を残して別の牡牛たちと一緒に牧草を食みに行ってしまう。夢占いはその夢を愛のアレゴリーとして解釈する。残された牡牛は詩人、牝牛は娘っ子、カラスは婆さん。恋人を置いて別の誰かを見つけにお行きと婆さんが娘っ子にけしかける夢だというのが夢占いの見立てである。この詩はティブッルスとプロペルティウスが確立した恋愛エレギーア詩との関連を欠くため、また、当時既にそれらと独立して流布していたことが判明しているため、偽作説が濃厚となっている。とはいえ、この詩が作られた時代が帝政期初期に求められることは確かである。

### 失われた作品
オウィディウス自身が記述したところによると『愛の歌』の初稿全五巻は失われてしまったという。『愛の歌』初稿本の内容は何一つ現伝していない。『女の化粧論』も最後の部分が散逸してしまっている。しかしながら、最大の喪失はオウィディウスが作った唯一の悲劇『メーデーア』である。『メーデーア』からはわずか二三行が伝わるのみである。クインティリアヌスは本作を偉大な作品と賞賛し、この詩人の天分を示す最良のサンプルと考えた。
ラクタンティウスやマルクス・ウアレリウス・プロブスの著作には、ヘレニズム詩人ソロイのアラトゥスの『パエノメナ』（現象）のラテン語翻訳からの引用句が含まれるものがあり、その翻訳者がオウィディウスに帰せられている。その翻訳は全体が現伝せず、失われた作品かもしれない。しかし、オウィディウス自身が『パエノメナ』の翻訳に関して他の作品内で言及していないため、その翻訳が実際にオウィディウスの手によりなされたものであるのか、疑わしい。 また、カエサレアのプリスキアヌスの『文法課程』には、「エピグラムマタ」（Epigrammata）なる題名のオウィディウス作品から1行が引用されている。その他に「エクス・ポントス」からは、詩人が特別な機会のために作った詩がいくつか存在することが読み取れる（「祝婚歌」(Epithalamium)、「挽歌」、ガタイ人の言葉で作った詩歌）が、いずれも失われている。

## 受容史

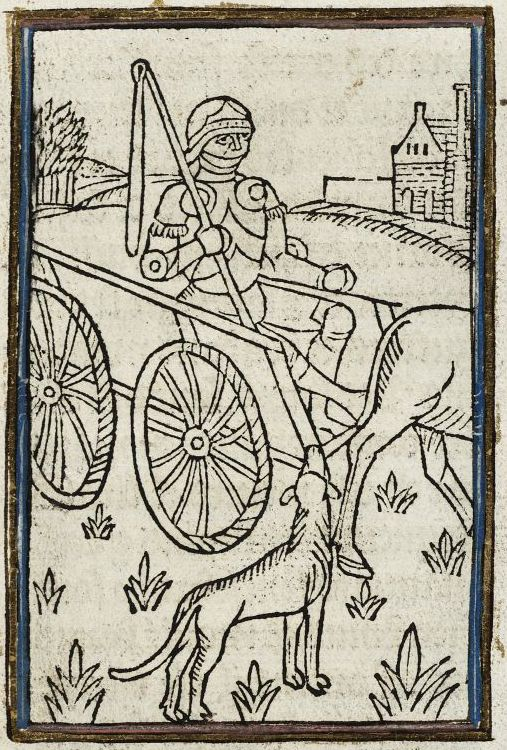
1484年に出版された「オヴィド・モラリゼ」の挿絵

オウィディウス作品には、世紀を越えて2000年近く、各々の時代における社会、宗教、文学的文脈に依拠した立場から多様な解釈がなされた。オウィディウスは存命中からすでに同時代人に有名であり、批判されていたことが知られている。「恋の治療法」の中で詩人は世人にお前の本は失礼だと批判されたことを報告し、これに応えて次のような詩を詠んだ。
Gluttonous Envy, burst: my name’s well known already

it will be more so, if only my feet travel the road they’ve started.

But you’re in too much of a hurry: if I live you’ll be more than sorry:

many poems, in fact, are forming in my mind.
このような批判が収まったのち、中世からルネサンス期のヨーロッパ世界において、オウィディウスは最もよく知られ、最も愛されたラテン語詩人のひとりとなった。
中世の著述家は性と暴力について読んだり書いたりするための方便としてオウィディウス作品を利用した。しかしながら、それは「丁寧に注釈をつけるといったような、聖書に対しては日常的に行っていたような入念なテクストリーディング」を欠くものであった。中世のフランスでは15巻本の『変身物語』を倫理的に翻案した『オヴィド・モラリゼ 』という7万行におよぶ大作が作られた。作者は不明であるが、同時代のジェフリー・チョーサーに影響を与えた。オウィディウスの詩はルネサンス期のユマニスト（人文主義者）らの発想の原点にもなり、とりわけ多くの画家や著述家に霊感を与えた。
イギリスのアーサー・ゴウルディングも同様に、15巻本の『変身物語』を倫理的に書き直した翻案を1567年に出版した。この1567年版はテューダー朝時代のグラマー・スクールでラテン語の原典副読本として用いられた。この副読本はクリストファー・マーロウやウィリアム・シェイクスピアといったルネサンス期の有名な作家に影響を与えたことで知られる。
その他にもオウィディウスに大きな影響を受けた作家は枚挙に暇がない。例えば、ミシェル・ド・モンテーニュは『随想録』の中で陰に陽にオウィディウスを引用しており、特に「子弟の教育」の段では次のようなことを言っている。
The first taste I had for books came to me from my pleasure in the fables of the Metamorphoses of Ovid. For at about seven or eight years of age I would steal away from any other pleasure to read them, inasmuch as this language was my mother tongue, and it was the easiest book I knew and the best suited by its content to my tender age.

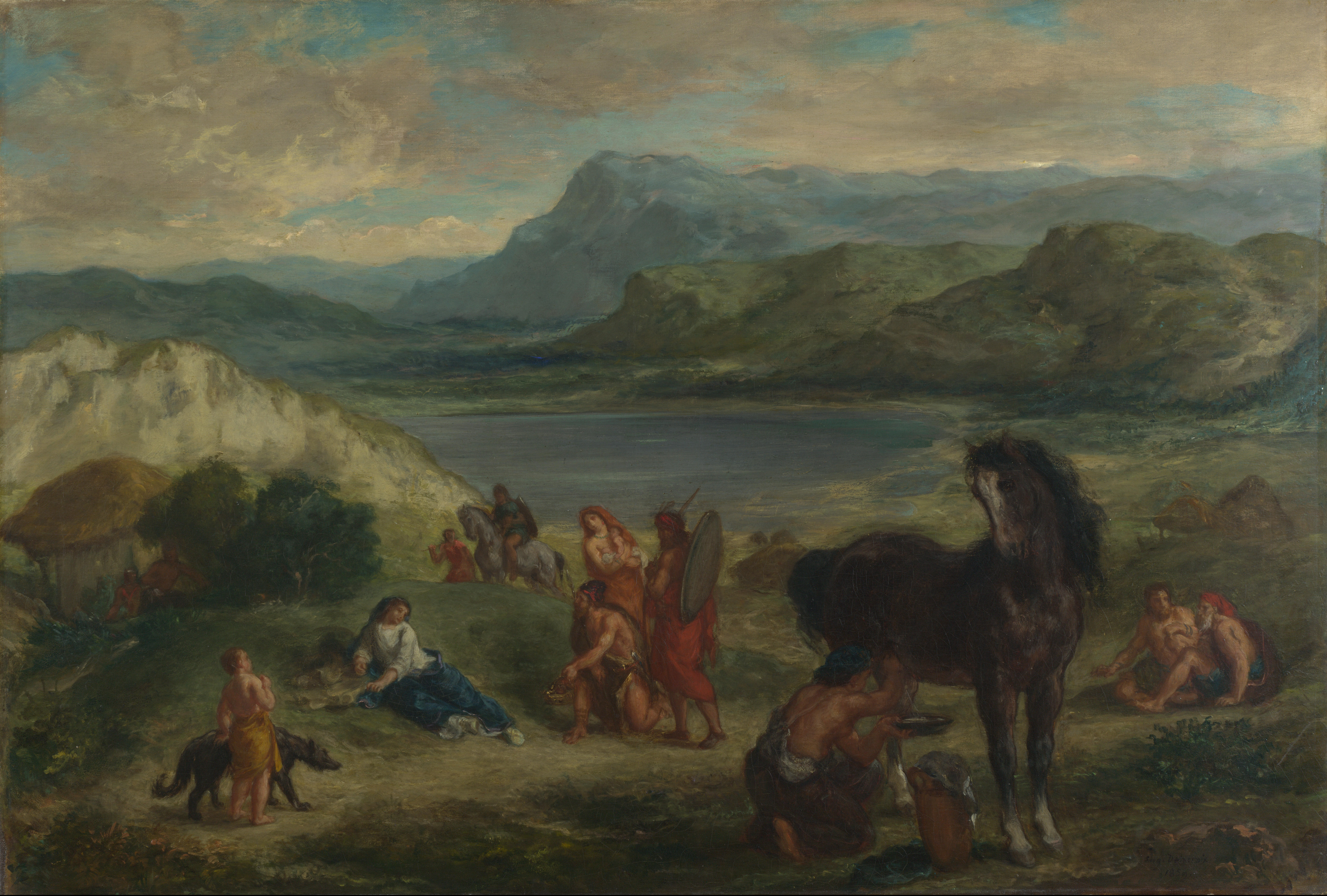
ウジェーヌ・ドラクロワ画「スキタイ人たちのもとに追放されたオウィディウス」（1859年、ロンドン・ナショナル・ギャラリー蔵（Ovide chez les Scythes, (1859), 88 × 130 cm））

16世紀のポルトガルでは、イエズス会の修道院がオウィディウスの『変身物語』からいくつかの場面を切り取って、生徒たちに教えていた。イエズス会士たちはオウィディウスの詩が教育目的にふさわしい上品なものであるとみなしたが、作品すべてを生徒たちに与えると彼らを堕落させてしまうとも感じていた。イエズス会士たちはオウィディウスについて彼らが知っていることの多くをポルトガルの植民地にも伝えた。Serafim Leite (1949)によると、17世紀前半のブラジル植民地ではイエズス会の教育計画書である『ラティオ・ストゥディオルム』が有効であり、この時期のブラジルの生徒たちは、ラテン語の文法を習うために『黒海からの手紙』のような作品を読んでいたという。
16世紀のスペインでは、セルバンテスが長編小説『ドン・キホーテ』の着想の土台に『変身物語』を用いた。オウィディウスは『ドン・キホーテ』の中で持ち上げられたり貶されたりするが、その行く末に触れてセルバンテスはこう警告する。風刺のやりすぎにはご注意あれ、詩人たちを追放の憂き目に遭わせますぞ、かのオウィディウスのように、と。
16世紀のイギリスでは、オウィディウス作品は批判された。カンタベリー大主教とロンドン主教は1599年にオウィディウスの恋愛詩の翻訳書を広場で焼却することを命じた（1599年の主教による焚書令）。詩人の生きた時代から遠く離れた時代のピューリタンの目から見たオウィディウスは、ペイガンであり、「倫理に悖る」詩人であった。
17世紀に入るとジョン・ドライデンが『変身物語』の英訳を行った。この翻訳は英雄二連韻句（ヒロイック・クープレッツ）を使った名訳として知られる。17世紀はオウィディウスが再流行した時代であった。その再流行は「他の誰かを変身させてしまうようなアウグスティヌス主義の一側面という、詩人本来のイメージで」なされた。19世紀のロマン主義運動におけるオウィディウスとその作品の需要は17世紀におけるものと対照的である。ロマン主義者にとってオウィディウスは「古くさく、退屈で、本物の感情に欠けた形式偏重主義」であった。ロマン主義者にとってはオウィディウスの作品よりも追放という出来事のほうが重要であった。
ボドレール、ゴーティエ、ドガも見た「スキタイ人たちのもとに追放されたオウィディウス」は、ウジェーヌ・ドラクロワがスキュタイ人の地に追放された詩人の晩年を描いた油絵である。ボドレールはこの絵を見たことに動機付けられ、オウィディウスのように追放された詩人の一生についての長いエセーを書いた。このようにオウィディウスの追放は、19世紀のロマン主義運動にいくらかの影響を与えているが、その理由は、彼の追放が「野性」とか「理解されない天才」とかいったロマン主義のキーコンセプトに結びつくからである。

## ギャラリー

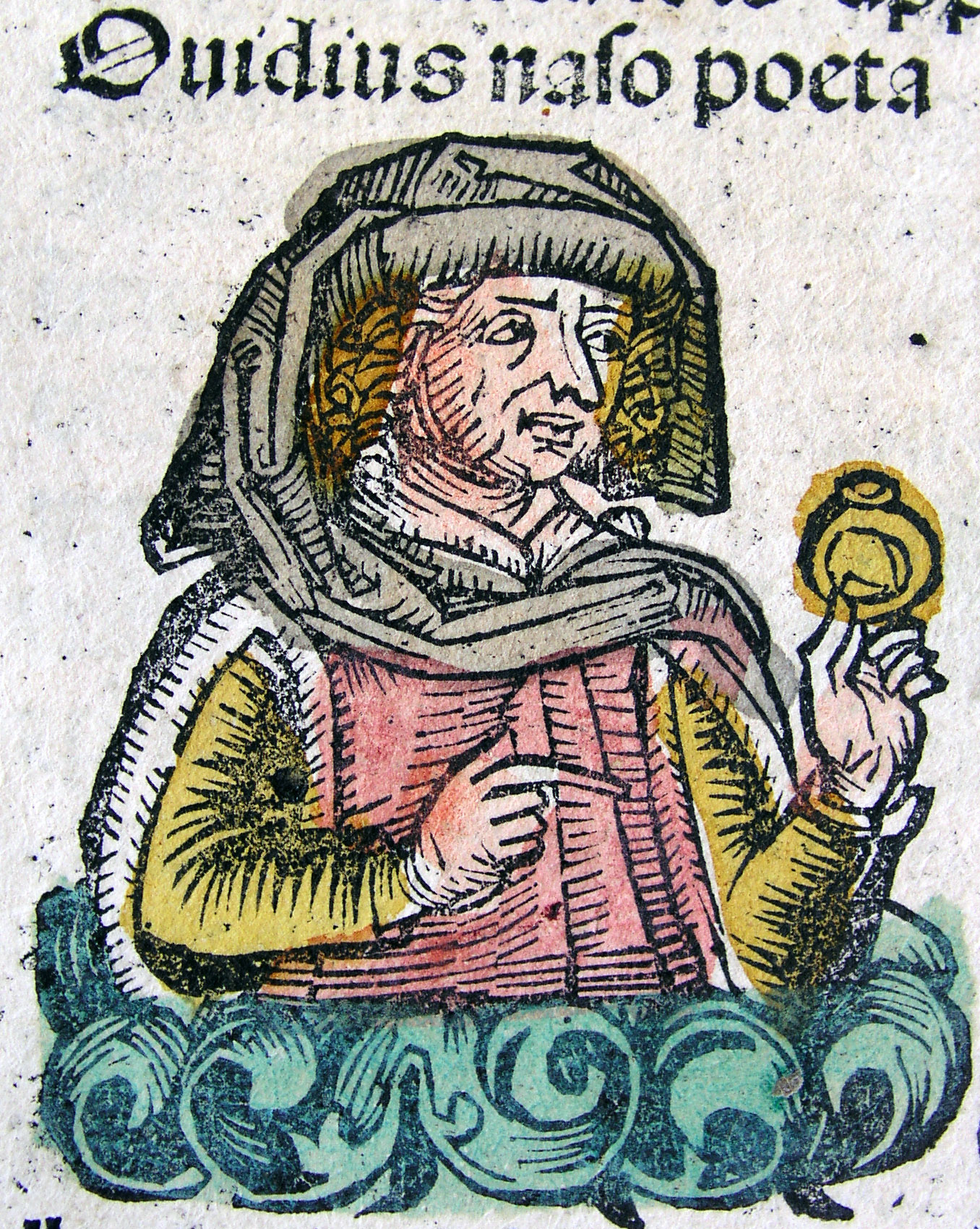
1493年のニュルンベルク年代記のオウィディウス
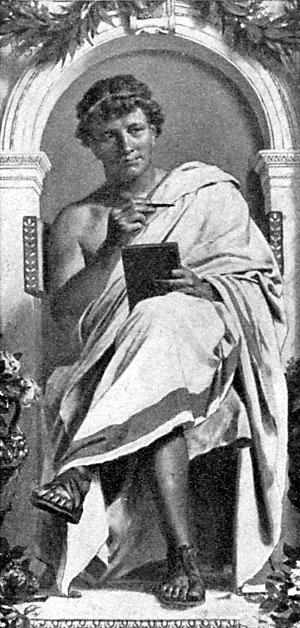
オウィディウス アントン・フォン・ヴェルナー画
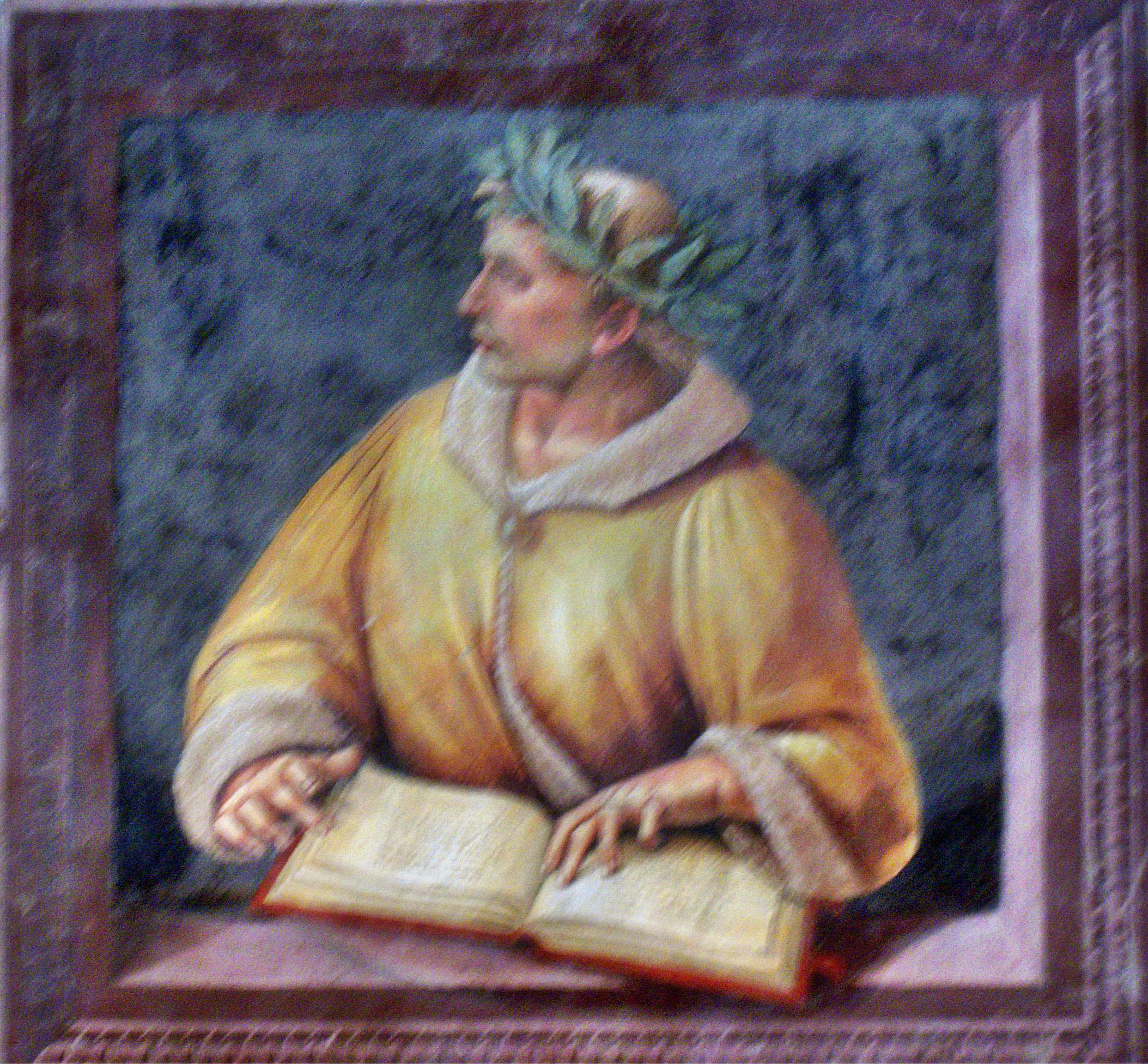
オウィディウスの肖像画 ルカ・シニョレッリ画
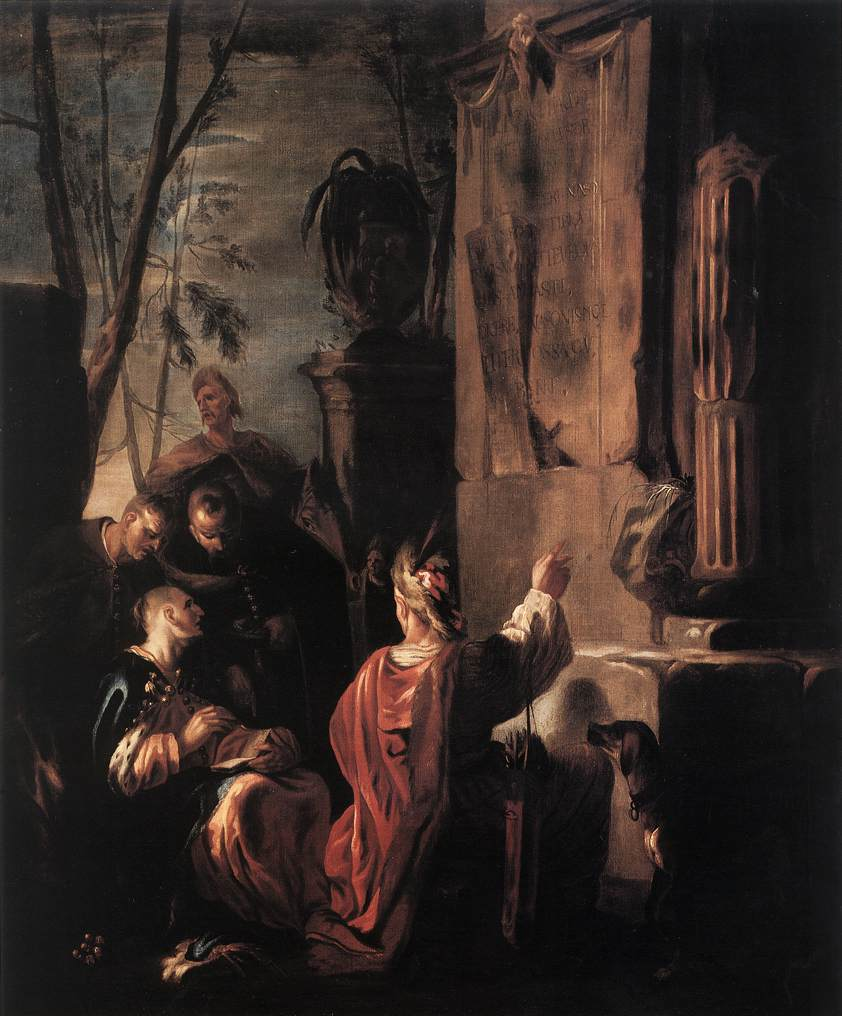
オウィディウスの墓の前のスキタイ人 (c.1640) ヨハン・ハインリヒ・シェーンフェルト画